# Bộp quả bầu dục
Bộp quả bầu dục hay bộp quả mọng (danh pháp khoa học: Actinodaphne ellipticbacca) là một loài thực vật thuộc họ Nguyệt quế (Lauraceae). Đây là loài đặc hữu của Việt Nam, mới thấy ở Sa Pa, Lào Cai.

## Đặc điểm
Bộp quả bầu dục là cây thân gỗ, cao đến 6 m, mọc trong rừng thưa hay dưới tán rừng rậm thường xanh nhiệt đới mưa mùa ẩm. Cây tái sinh bằng hạt, ra hoa tháng 6 và đậu quả tháng 9 - 11. 
Gỗ có màu sáng, nhẹ.
Đã được đưa vào Sách đỏ Việt Nam.